# Girdon Connor
Girdon Connor (26 de janeiro de 1979) é um futebolista anguilano que atua como ponta-direita, mas também pode atuar pela lateral. Atualmente defende o Roaring Lions, equipe da primeira divisão local.
É o jogador com mais aparições pela seleção principal, com um total de 19 jogos, além de ter marcado um gol.
Em 2013, foi um dos capitães que votaram em Neymar como terceiro colocado na disputa pela Bola de Ouro do mesmo ano.